# Jakobikirche (Mühlhausen)

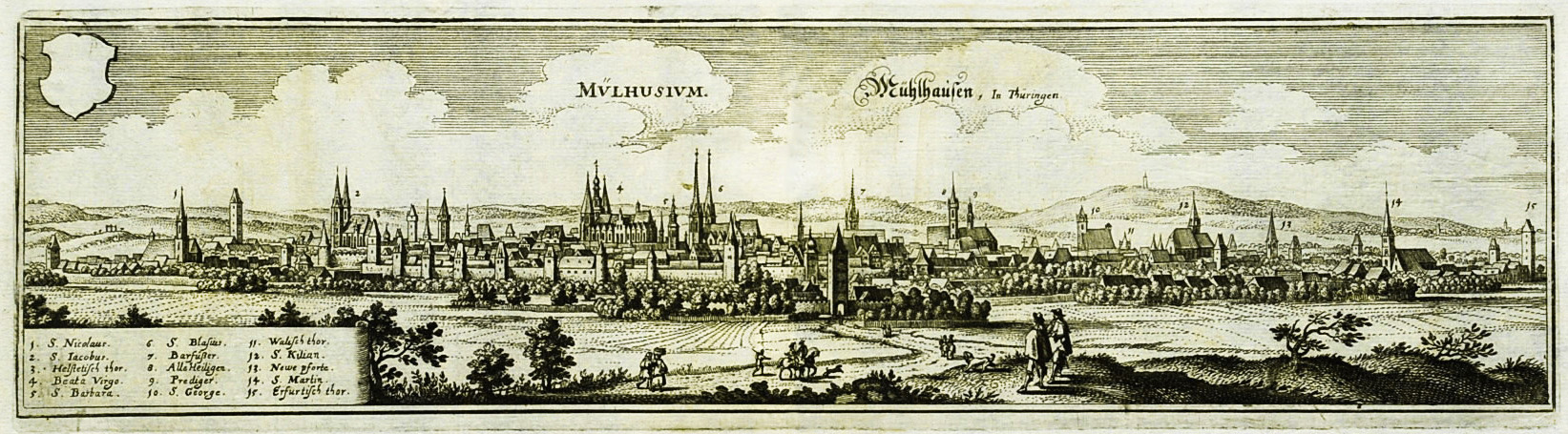
Mühlhausen. Kupferstich von M. Merian

Die Jakobikirche ist ein gotisches Kirchengebäude, das heute als Bibliothek dient. Es prägt das Stadtbild der Altstadt von Mühlhausen in Thüringen.

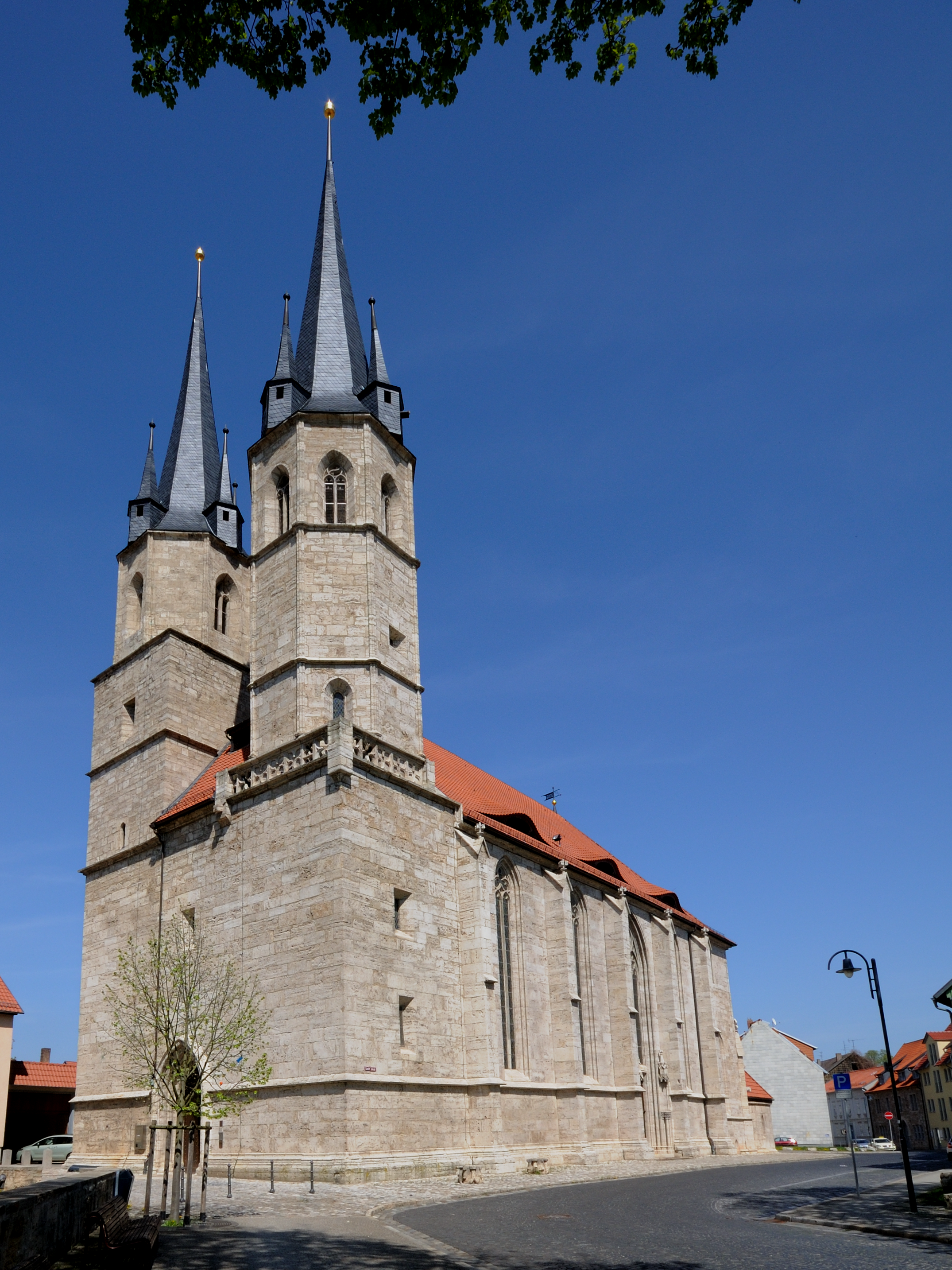
Jakobikirche (Stadtbibliothek)

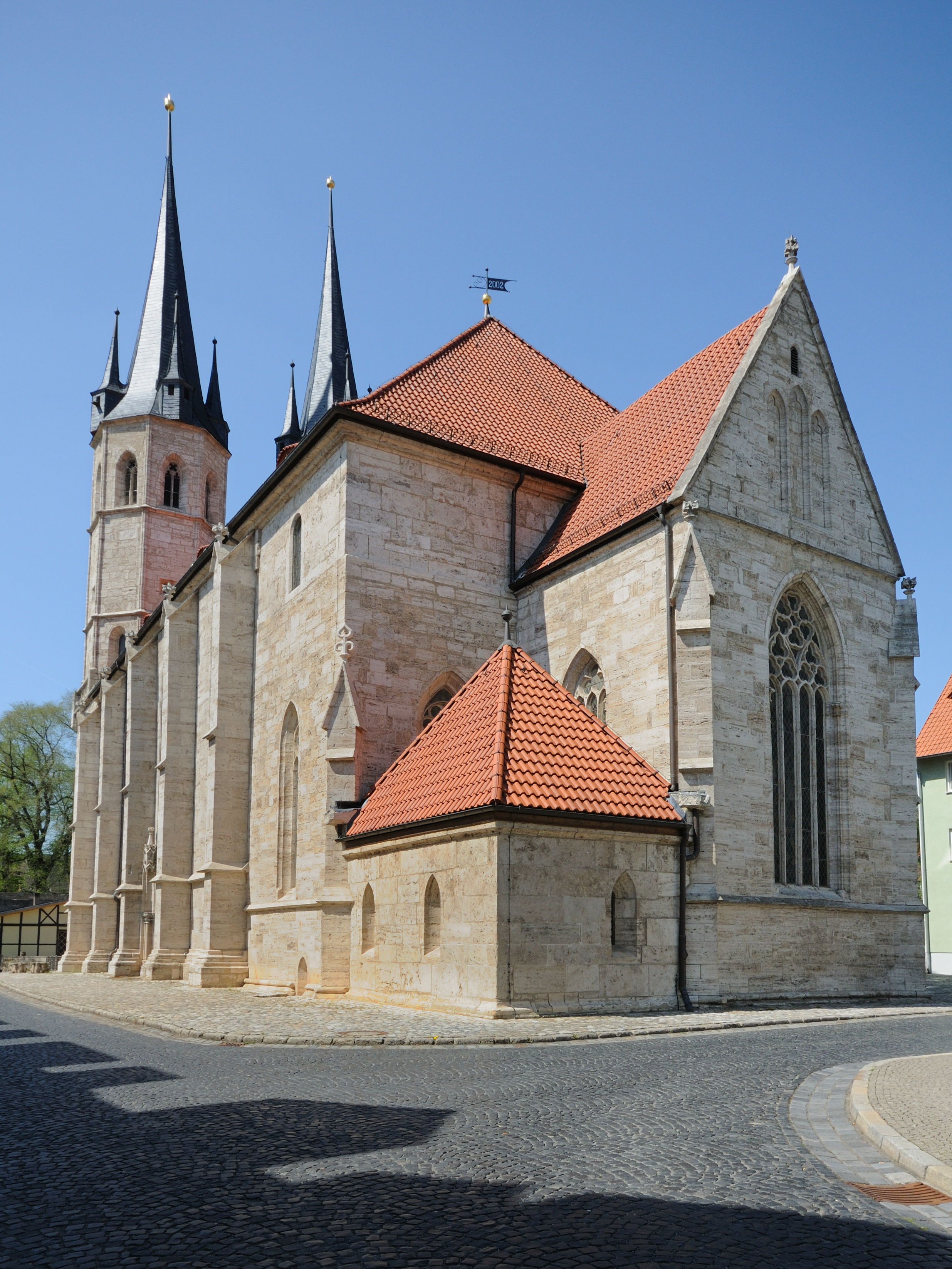
Jakobikirche von Osten

## Lage
Die Kirche befindet sich an der Straße Sankt Jakobi 1, nahe dem Lentzeplatz, noch innerhalb der mittelalterlichen Stadtbefestigung. Auf dem historischen Stadtplan von 1650 aus der Edition des Matthäus Merian befindet sich die Kirche am linken Bildrand (markiert mit der Nummer 2).

## Geschichte
Die Jakobikirche wurde 1296 als Filialkirche der Hauptkirche St. Marien erstmals erwähnt. Grabungen im Zuge der Sanierung in den 1990er Jahren erwiesen, dass bereits im 11. Jahrhundert an dieser Stelle eine kleine Saalkirche stand, die im 12. Jahrhundert um einen Westturm erweitert wurde. Um diesen ersten Kirchbau herum befand sich ein Friedhof, was dafür spricht, dass die Kirche zunächst eine eigenständige Pfarrkirche war, die erst im Laufe des 13. Jahrhunderts dem Kirchspiel der Marienkirche inkorporiert wurde.
Die ältere Kirche wurde stückweise erneuert. Der Staffelchor wurde in der 2. Hälfte des 13. Jahrhunderts und das dreischiffige Langhaus ab 1307 erbaut und 1335 eingewölbt. Eine Inschrift nennt das Jahr 1386 für die Fertigstellung. 1418 war dann auch die Doppelturmanlage fertiggestellt.
Als es zwischen 1523 und 1525 angeregt durch die Predigten des ehemaligen Zisterziensermönchs Heinrich Pfeiffer und durch das Wirken des radikalen Reformators Thomas Müntzer verstärkt zu sozialen Unruhen in der Stadt kam, stand dabei das Jakobikirchspiel, unter dessen Einwohnern viele arme Leineweber waren, im Zentrum. Während des Bildersturms im Zusammenhang mit der Reformation diente sie als Depot für die aus den anderen Mühlhausener Kirchen entfernten Ausstattungsstücken. Besonders wertvolle Vasa sacra wurden im Turmraum eingeschlossen, weniger wertvolle hölzerne und steinerne Heiligenfiguren vor der Kirche zerstört. Bei der Schlacht bei Frankenhausen wurde von den Türmen der Jakobikirche Sturm geläutet. Die dafür widerrechtlich verwendete Glocke wurde eingezogen und in der Marienkirche aufgehängt, 1568 umgegossen und schmolz beim Stadtbrand 1689.
Nach dem Brand von 1559 wurde die Kirche kaum noch genutzt und verfiel. 1592 brach ein Pfeiler ein und brachte damit auch das Gewölbe zum Einsturz. 1596/97 erfolgte der Wiederaufbau als flachgedeckte Saalkirche. Von 1732 bis 1735 wurde das Langschiff auf die ursprüngliche Höhe aufgestockt. Die Kirche erhielt eine barocke Kirchenausstattung mit Kanzelaltar.

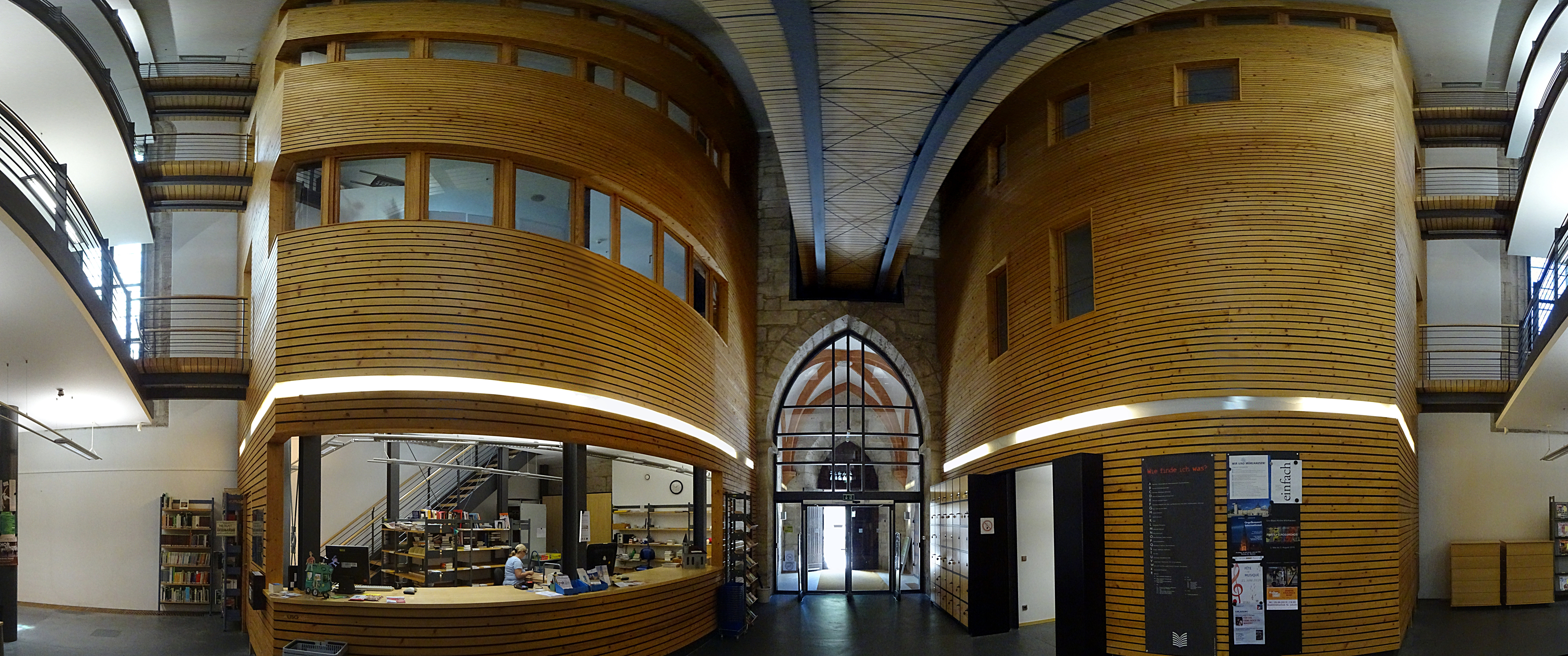
Innenraum-Panorama der Jakobikirche (Stadtbibliothek)

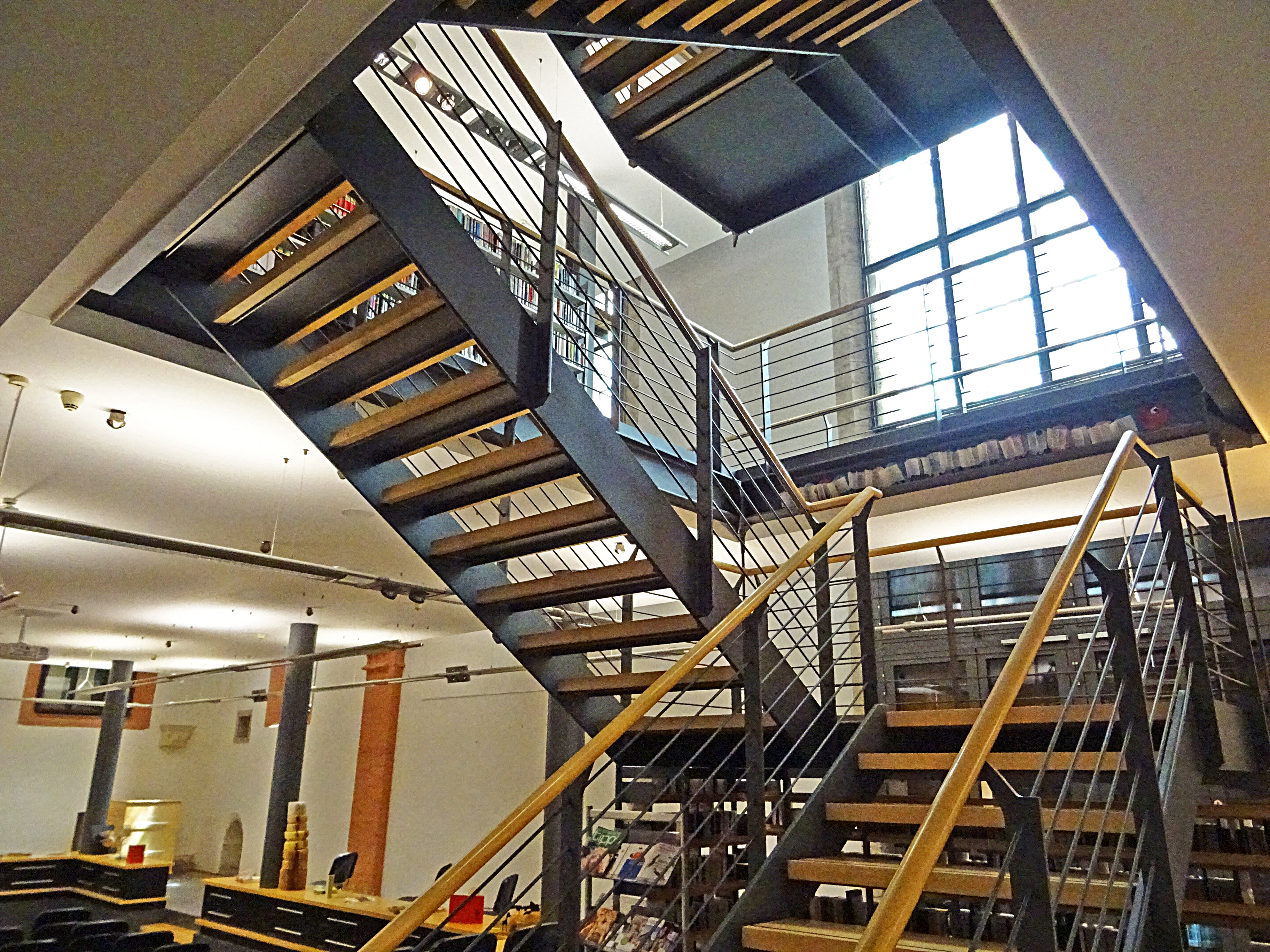
Stadtbibliothek in der umgenutzten Jakobikirche

Nachdem die Jakobikirche bereits seit Jahrhunderten nur Filiale der Marienkirche gewesen war und nur noch unregelmäßig für Gottesdienste benutzt wurde, überließ sie im August 1813 die damalige französische Regierung römisch-katholischen Soldaten und Stadtbewohnern. Nach Auflösung des Königreichs Westphalen im selben Jahr wurde diese Regelung jedoch wieder rückgängig gemacht. 1831 erfolgte die Profanierung. Die nur noch für Konzerte genutzte Kirche den römisch-katholischen Stadtbewohnern zur Verfügung zu stellen, kam für den Mühlhausener Stadtrat allerdings nicht in Frage. Nur die deutschkatholischen Anhänger des Johannes Ronge durften dort gelegentlich Gottesdienste feiern. Um 1860 wurde die Kirche saniert und es fanden wieder Nebengottesdienste in ihr statt.
1937 beabsichtigte die NSDAP, die leerstehende Kirche zu einer nationalsozialistischen Weihehalle umzugestalten. Dazu kam es nicht. Stattdessen wurden die Kirchenbänke entfernt und das Gebäude als Lager verwendet. Auch während der DDR-Zeit blieb es bei dieser Umnutzung. Es wurde zwar überlegt, den Bau für kulturelle Zwecke zu nutzen, aber keine Erhaltungsmaßnahmen durchgeführt. Nach längerem Verfall, der auch die Standfestigkeit beider Türme gefährdete, erfolgten in den Jahren 1992 (Nordturm) und 1994–1995 (Südturm) umfassende Sicherungsarbeiten am Bauwerk. Ab 1998 begann die Wiederherstellung des Kirchenschiffs. Dabei wurden einerseits die bis dahin verbliebene Empore mit dem darin integrierten Orgelgehäuse und dem Kanzelaltar entfernt und andererseits archäologische Ausgrabungen vorgenommen. Anschließend wurde die im Boden verankerte Stahlskelettkonstruktion mit ausbetonierten Decken freistehend im ehemaligen Kirchenraum errichtet, die die Stadtbibliothek aufnehmen sollte. Diese wurde 2004 eröffnet.

## Glocken
Im Nordturm befinden sich noch drei Kirchenglocken. Die kleinste Glocke stammt aus dem 13. Jahrhundert. Von 1980 bis 2000 befand sie sich im Bauernkriegsmuseum in der 1802 profanierten Kornmarktkirche. Die zweite mittelalterliche Glocke aus dem 14. Jahrhundert wurde im Zweiten Weltkrieg konfisziert, um eingeschmolzen zu werden. Sie kehrte vom Glockenfriedhof zurück, hing ab 1962 in der Marienkirche und stand ab 1988 im Querschiff der Divi-Blasii-Kirche, ehe sie 2000 zurück in die Jakobikirche gelangte. Zu Ergänzung des Geläuts, das am Samstagabend den Sonntag einläutet, wurde 2001 von der Glockengießerei Lauchhammer eine dritte Glocke gegossen, die vom Verein „Freunde Mühlhausen e. V.“ aus der Partnerstadt Münster (Westfalen) finanziert wurde.